# Gudrun Scholz (Kunstwissenschaftlerin)

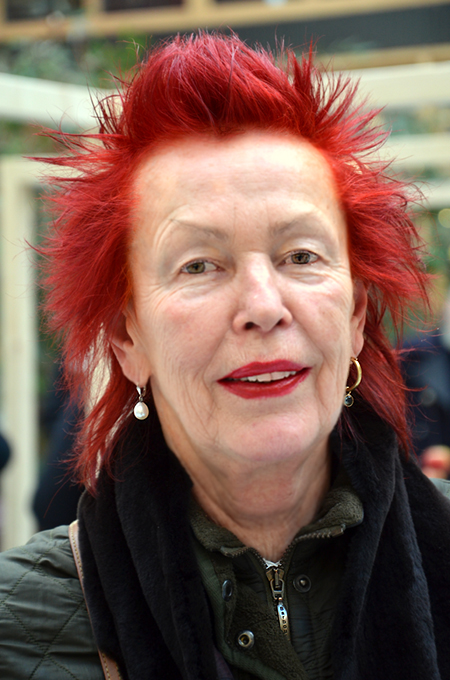
Gudrun Scholz (2015)

Gudrun Scholz (* 25. Februar 1947 in Bremen; † 2024) war eine deutsche Kunstwissenschaftlerin und Professorin für Designtheorie an der Hochschule Hannover. Die Schwerpunkte ihrer Forschung lagen in den Bereichen Industriedesign, Fotografie sowie Kommunikationsdesign (darin vor allem Labels).

## Leben
Gudrun Scholz studierte zunächst die Fächer Literaturwissenschaft (Anglistik, Romanistik), Linguistik, Philosophie, Semiotik und Ästhetik an der Universität Hamburg sowie der Universität Stuttgart und anschließend Kunstwissenschaft an der Gesamthochschule Duisburg. Ebenda wurde sie 1980 mit einer Arbeit zum Thema Kompositionsprinzipien ästhetischer Zeichen auf semiotischer Basis. Analysen von Nathalie Sarraute und René Magritte promoviert.
Schon während ihrer Tätigkeiten als Lektorin für Hörspiele 1979 bis 1981 beim Süddeutschen Rundfunk in Stuttgart begann Scholz parallel ab 1980 und bis 1999 ihre Tätigkeiten als Kuratorin von Ausstellungen.
Unterdessen wirkte Gudrun Scholz von 1983 bis 1985 als Mitglied im Vorstand des Deutschen Werkbundes, Landesverband Niedersachsen/Bremen. Anschließend arbeitete sie von 1985 bis 1989 als Werbetexterin und entwickelte Konzeptionen für verschiedene Werbeagenturen in Hamburg und Düsseldorf, während sie gleichzeitig von 1987 bis 1988 zunächst eine Gastprofessur für Designtheorie an der Hochschule der Künste Berlin wahrnahm. An der Fachhochschule Bielefeld wirkte sie in demselben Fach von 1988 bis 1990 zunächst als Vertretungsprofessorin, daran anschließend ebenda bis 1999 als C2-Professorin. Zugleich war Scholz von 1994 bis 1998 wiederholt als Sachverständige für die Einstufung künstlerischer Tätigkeiten beim Finanzgericht Hamburg tätig.
Von 1999 bis 2015 lehrte sie als C3-Professorin für Designtheorie an der Hochschule Hannover, Fakultät III – Medien, Information und Design.

## Schriften (Auswahl)
- Die Macht der Gegenstände. Designtheorie. 3 Essays (= HdK-Materialien, Bd. 89,4), hrsg. von der Pressestelle der Hochschule der Künste Berlin im Auftrag des Präsidenten, Berlin: Pressestelle der HdK, 1989, ISBN 3-924206-72-4.
- Gudrun Scholz (Text), Anneruth Dannert (Illustration): DIN-Ikonen ..., Begleitband zu der Wanderausstellung DIN-Ikonen von 1990 bis 1992 in Bielefeld und andernorts, Bielefeld: Fotoforum Schwarzbunt, 1991, ISBN 3-928625-00-4.
- No Fat Poetry. A Democratic Match Between Photo and Text. Kerber, Bielefeld 2023, ISBN 978-3-7356-0943-4 (394 S.).